# 上腦垂腺動脈
上腦垂腺動脈（Arteria hypophysialis superior）為供給腦下垂體漏斗柄結節部，以及正中隆突的血管。本血管為內頸動脈的分支。